# Cal Setze (Sarrià)
Cal Setze era una masia situada als carrers d'Oriol Mestres i de Bonaplata de Sarrià (Barcelona), enderrocada el 1940.

## Descripció
De planta basilical, es tractava d'un edifici de planta baixa i pis, al qual es sobreposaven unes golfes al cos central, amb tres arcs. A la façana lateral del carrer de Bonaplata hi havia dues finestres regulars i una de petita, decorades amb un bon orlat de ramatge i volutes, així com un rellotge de sol d'estil diferent del de la façana principal.